# Movimiento Independiente Ganamos Todos
El Movimiento Independiente Ganamos Todos (MIGATO) fue un partido político regional venezolano.

## Historia
Fue fundado en el municipio Cedeño del estado Monagas en 1997 por José Gregorio Briceño, quien era entonces alcalde de ese municipio. Al principio, sólo participaba en procesos electorales dentro del estado Monagas. En las parlamentarias de 1998, para elegir a los diputados y senadores del Congreso de la República, es elegido como diputado José Gregorio Briceño, siendo el único y último escaño del partido en dicho órgano legislativo.[cita requerida] En las elecciones parlamentarias de 2000 José Gregorio Briceño fue elegido diputado a la Asamblea Nacional por el estado Monagas. 
En las elecciones regionales de 2004, Briceño ganó la gobernación del estado Monagas con la ayuda del MVR y otros partidos. En las elecciones parlamentarias de 2005, MIGATO sacó nuevamente un diputado a la Asamblea Nacional, al ir en alianza con el MVR. MIGATO pasó a ser un partido nacional en las elecciones presidenciales de 2006 para apoyar la candidatura de Hugo Chávez. Obtuvo 88.307 votos (0,75%) quedando ilegitimado por no obtener al menos un 1% de la votación nacional. En 2007, MIGATO se fusionó con el Partido Socialista Unido de Venezuela. 
En marzo del 2012, José Gregorio Briceño es suspendido del PSUV, lo que llevó a la refundación de MIGATO como partido regional. Tres diputados de la Asamblea Nacional que habían recibido respaldo del PSUV en las Elecciones parlamentarias de Venezuela de 2010 se retiraron del PSUV y apoyaron a José Gregorio Briceño en la refundación de MIGATO. Aunque el partido fue admitido como grupo de electores, el CNE no le permitió inscribir candidatos propios en las elecciones presidenciales de 2012 y en las elecciones regionales de 2012. En julio del 2012, MIGATO decidió respaldar la candidatura de Henrique Capriles Radonski para la presidencia de Venezuela. En las elecciones regionales de 2012, José Gregorio Briceño perdió la gobernación de Monagas.